# Le Dirigeable
Pour plus de détails, voir Fiche technique et Distribution.
Le Dirigeable (Dirigible) est un film d'aventure américain réalisé par Frank Capra, et sorti en 1931.
Le film suit un explorateur français qui requiert l'aide de la marine américaine dans une expédition au pôle Sud, l'officier Jack Brandon persuade son supérieur, le contre-amiral John S. Martin, de lui prêter le dirigeable USS Pensacola.

## Synopsis
Lorsque le célèbre explorateur Louis Rondelle demande l'aide de la marine américaine pour atteindre le pôle Sud, l'officier Jack Bradon convainc le contre-amiral John S. Martin d'envoyer son dirigeable, le USS Pensacola, pour la tentative de sauvetage. Jack demande à son meilleur ami, Frisky Pierce, de piloter le biplan qui sera transporté à bord du dirigeable. Frisky, qui est un aventurier, est impatient d'y aller alors même qu'il vient d'établir un nouveau record de vol d'un océan à l'autre. Ce faisant, il a à peine passé du temps avec sa femme, Helen et a même oublié de lire sa lettre d'amour scellée qu'elle lui a donnée à ouvrir à son arrivée. Elle aime Frisky mais n'arrive pas à lui faire comprendre à quel point elle est effrayée par les risques qu'il prend en vol. Elle voit Jack à l'insu de son mari et le supplie de retirer Frisky de l'expédition mais pour le bien de leur mariage, de ne pas lui en donner la raison. Jack, qui l'aime aussi, accepte et Frisky, supposant que ce dernier ne veut pas partager la gloire de cette mission, met fin à leur amitié.
Plus tard, l'expédition se termine rapidement par un désastre quand le Pensacola se brise en deux lors d'une terrible tempête et s'écrase dans l'océan Atlantique. Frisky participe au sauvetage de l'expédition par porte-avions et il obtient alors un congé de la marine pour piloter un avion de transport Fokker Trimotor lors de la prochaine tentative de Rondelle au pôle Sud. C'en est trop pour Helen, qui ne parvenant pas à lui faire changer d'avis, lui remet une autre lettre scellée, qu'il devra lire lorsqu'il atteindra le pôle mais cette fois, elle y annonce qu'elle divorce et qu'elle demandera à Jack de l'épouser. Frisky, Rondelle, Sock McGuire et Hansen atteignent le continent Antarctique et lorsque Frisky suggère d'atterrir sur la neige, Rondelle accepte son jugement selon lequel il n'y aura aucun danger. Mais l'avion se retourne et prend feu, détruisant la plupart de leurs provisions, tandis que la jambe de Rondelle est cassée et le pied de Sock blessé.
Après avoir communiqué par radio avec leur camp de base, ils tentent de parcourir à pied les 900 miles qui les séparent de celui-ci, en traînant Rondelle sur un traîneau. Cependant le scientifique meurt rapidement puis est enterrée alors que Frisky se voit obliger d'amputer le pied de Sock. Lorsque ce dernier se rend compte qu'il est un trop gros fardeau pour sauver les autres, il se traîne au loin dans la neige pour mourir pendant que les deux autres dorment. Constatant sa disparition, ils poursuivent leur route mais Hansen s'effondre par terre lorsqu'il s'aperçoit qu'ils ont tourné en rond en revenant sur la tombe de Rondelle. Frisky refuse d'abandonner et oblige Hansen à se ressaisir. Lorsqu'Helen apprend la nouvelle de l'accident, elle réalise qu'elle ne veut plus divorcer et souhaite pouvoir rejoindre Frisky. De son côté, Jack persuade le contre-amiral Martin de le laisser tenter un sauvetage avec son nouveau dirigeable, l'USS Los Angeles et les deux survivants sont retrouvés. Sur le chemin du retour, Frisky se souvient qu'il a encore oublié de lire la lettre d'Helen mais il est atteint de cécité des neiges et demande à Jack de la lui lire. Jack lui substitue rapidement sa propre version improvisée, dans laquelle Helen est fière de son exploit et attend son mari avec un amour intact. Il détruit ensuite la lettre et à leur retour, Frisky participe à un défilé à New York avant de rejoindre sa femme et lit la lettre de sa femme sur les ondes radios.

## Fiche technique
- Titre français : Le Dirigeable
- Titre original : Dirigible
- Réalisation : Frank Capra
- Scénario : Jo Swerling, d'après une histoire de Frank Wead
- Photographie : Joseph Walker (et divers non crédités, dont André Barlatier et George Meehan)
- Direction artistique : Edward Shulter et Edward C. Jewell
- Musique : David Broekman (arrangements musicaux)
- Montage : Maurice Wright et Harry L. Decker
- Production : Harry Cohn et Frank Capra
- Sociétés de production : Columbia Pictures
- Société de distribution : Columbia Pictures
- Pays de production :  États-Unis
- Langue : anglais
- Format :
- Genre : Film d'aventure
- Durée : 100 minutes
- Dates de sortie :
  - États-Unis : 4 avril 1931
  - France : 16 novembre 1931

## Distribution
- Jack Holt : Jack Bradon
- Ralph Graves : Frisky Pierce
- Fay Wray : Helen Pierce
- Hobart Bosworth : Louis Rondelle
- Roscoe Karns : Sock McGuire
- Harold Goodwin : Hansen
- Clarence Muse : Clarence
- Emmett Corrigan : Amiral John S. Martin

Acteurs non crédités
- Edward Hearn : Aide de l'amiral
- Adrian Morris : Membre d'équipage du Los Angeles
- Alan Roscoe : Commandant de l'U.S.S. Lexington